# Antigua Caribbean Liberation Movement
Das Antigua Caribbean Liberation Movement (ACLM) war eine politische Partei aus Antigua und Barbuda.

## Geschichte und politische Ausrichtung
Die linksgerichtete Partei entstand im Jahr 1968 auf Betreiben von Tim Hector, der zu dieser Zeit Vorsitzender des Progressive Labour Movement war. Die Ideologie der Bewegung ging auf C.L.R. James zurück.  Sie unterhielt enge Beziehungen zur Kommunistischen Partei Kubas und anderen linksgerichteten Gruppierungen im karibischen Raum wie etwa dem New Jewel Movement auf Grenada. Sie setzte sich für die Gründung eines karibischen Staatenbundes ein und unterstützte den Kampf gegen die Apartheid. Bei den Unterhauswahlen 1980 bot die Partei 9 Kandidaten auf und erreichte 1,18 % der Stimmen. Die Unterhauswahlen 1989 bestritt die Partei mit 16 Kandidaten die 1,96 & der Stimmen auf sich vereinigen konnten. Einen Sitz im Repräsentantenhaus von Antigua und Barbuda konnte die Partei aber nie erringen. 1992 ging das ACLM gemeinsam mit dem Progressive Labour Movement und der United National Democratic Party in der neu gegründeten United Progressive Party auf.